# Doroteu de Antioquia
Doroteu de Antioquia (em latim: Dorotheus) foi o bispo ariano de Antioquia no período entre 376 e 381, durante o cisma meleciano. Ele também foi um pretendente ao posto de arcebispo de Constantinopla, pelo lado dos arianos, em oposição a alguns dos mais famosos arcebispos da cidade, como São Nectário e São João Crisóstomo. Segundo Sócrates Escolástico, ele teria vivido até os 119 anos, tendo nascido em 288.

## Arcebispo de Constantinopla
Após a morte de Demófilo, o ariano que foi arcebispo em Constantinopla entre 370 e 379 com o apoio do imperador romano Valente, Marino foi eleito, mas logo apareceram problemas no campo ariano. Por volta de 388, Doroteu foi convidado para ir a Constantinopla, pois um debate surgira entre os arianos sobre se o Pai poderia ser chamado de "Pai" antes que o Filho tenha sido gerado a partir dele (veja psatirianos), e Marino era contra esta posição. Demétrio, psatiriano, liderou a seita até a sua morte, em 407, enquanto Marino separou seu grupo em locais de oração distintos.